# Skånes arkivförbund

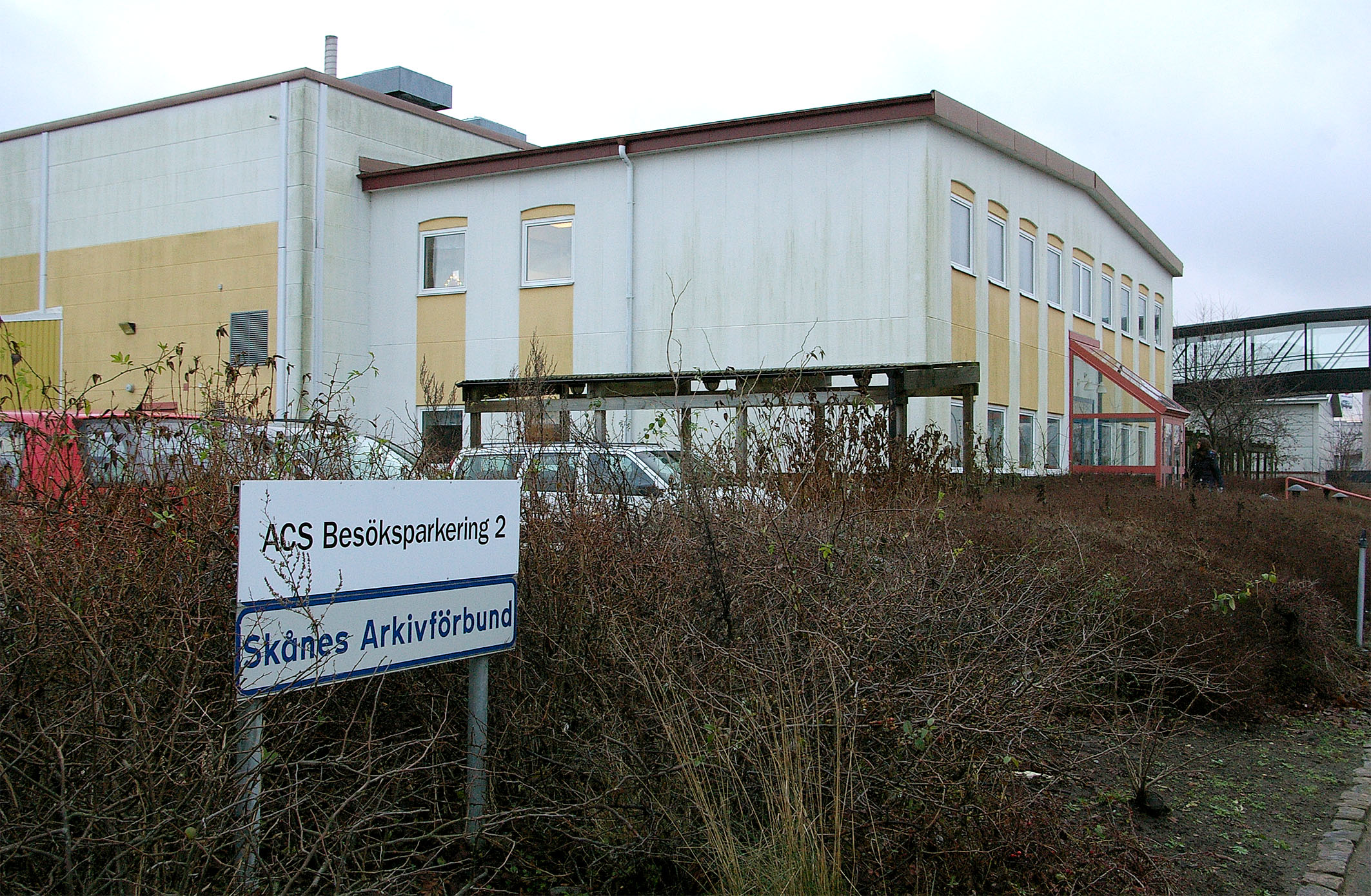
Skånes Arkivförbund i Lund.

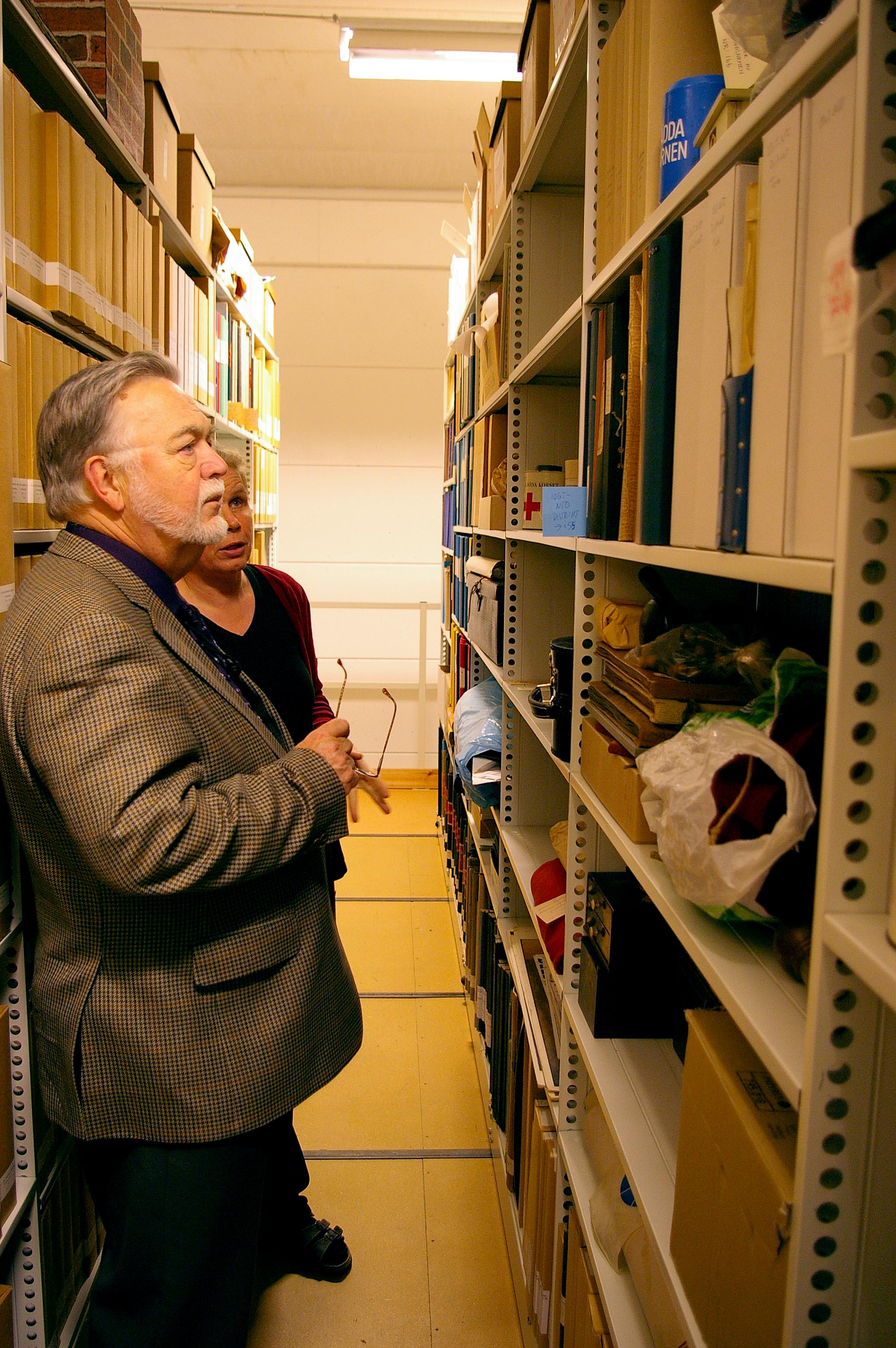
I arkivens gömmor.

Skånes Arkivförbund grundades 1993 och är ett regionalt arkiv för folkrörelse-, förenings- och lokalhistoria men också ett samarbetsorgan för lokala arkiv i Skåne. Verksamheten finansieras genom bidrag från stat, region och kommuner samt genom medlemsavgifter.
Arkivet bevarar handlingar från fack-, idrotts-, nykterhetsföreningar, politiska föreningar, frireligiösa samfund, studieförbund, ideella organisationer av alla de slag samt handlingar från mindre företag. I arkivmaterialet finns också en stor samling levnadsberättelser och intervjuer från 1900-talet och in på 2000-talet.
Enligt stadgarna arbetar arkivet med följande regionala uppgifter:
- att väcka intresse för dokumentation av landskapets historia
- att inventera, samla, förteckna, vårda och bevara arkivhandlingar
- att göra samlingarna tillgängliga för allmänhet och forskare
- att väcka intresse för och bedriva forskning med tyngdpunkt på de bevarade arkivalierna hos Skånes Arkivförbund och de anslutna arkiven
- att förmedla och levandegöra den kunskap som arkivet förfogar över

I arkivets verksamhet ingår också en pedagogisk del riktad mot skolklasser, lärare och studiegrupper. En speciell arkivpedagog finns tillgänglig för att möta dessa grupper dels på arkivet, dels på respektive verksamhetsplatser.
Skånes Arkivförbund http://skanearkiv.se finns i Arkivcentrum Syd på Porfyrvägen 20 i Lund. 